# Minerare (fåglar)
För insektslarvarna, se minerare.
Minerare (Geositta) är ett släkte i familjen ugnfåglar inom ordningen tättingar. Släktet omfattar elva arter som förekommer i Sydamerika:
- Kustminerare (G. peruviana)
- Smalnäbbad minerare (G. tenuirostris)
- Patagonienminerare (G. cunicularia)
- Punaminerare (G. punensis)
- Campominerare (G. poeciloptera)
- Tjocknäbbad minerare (G. crassirostris)
- Rostvingad minerare (G. rufipennis)
- Gråminerare (G. maritima)
- Eldslandsminerare (G. antarctica)
- Junínminerare (G. saxicolina)
- Isabellaminerare (G. isabellina)